# Streptococcus suis
Streptococcus suis von suis lateinisch für "von einem Schwein" ist ein Bakterium aus der Gattung Streptococcus und verursacht die Enzootische Streptokokkenmeningitis der Schweine. S. suis befällt auch andere Tiere, ist auch humanpathogen und somit ein Zoonoseerreger der Risikogruppe 2. S. suis ist grampositiv, rundlich, unbeweglich, fakultativ anaerob und katalasenegativ. Es werden mehrere Serovare unterschieden, die zu den Lancefield-Gruppen R, S, RS und T gehören oder sich in keine Gruppe einteilen lassen. Einige Stämme zeigen β-Hämolyse auf Blutagar, alle zeigen α-Hämolyse.

## Verbreitung
S. suis ist als Erreger von Zoonosen vor allem in Ländern von Bedeutung, in denen viel Schweinefleisch verzehrt wird und in denen Menschen und Schweine auf verhältnismäßig engem Raum zusammenleben. Das ist vor allem in den nicht-islamischen Ländern Südostasiens der Fall (Südchina, Indochina). In Vietnam erfreut sich Tiết canh, eine Art Blutpudding mit frischem, ungerinnbar gemachtem Schweineblut, der als Kaltspeise gegessen wird, einer gewissen Beliebtheit. Dies führt jedes Jahr zu Infektionen mit S. suis, die zum Teil schwer (Bakteriämie, Septikämie, Meningitis) und tödlich verlaufen. 90 Prozent aller schweren Erkrankungsfälle durch S. suis werden aus Asien berichtet.

## Diagnostik
Die Tonsillen können auch bei klinisch gesunden Schweinen befallen sein. Der Nachweis kann molekularbiologisch mittels PCR erfolgen. Biochemische Tests sollten stets durch serologische Prüfungen abgesichert werden. Der serologische Nachweis kann mittels ELISA erfolgen.